# ザ・ギース尾関高文とOCHA NORMA広本瑠璃の年の差ラジオ
『ザ・ギース尾関高文とOCHA NORMA広本瑠璃の年の差ラジオ』は、中国放送にて2022年10月8日より放送しているラジオ番組である。

## 概要
26歳の年の差があるお笑い芸人の尾関高文とアイドルの広本瑠璃が地元・広島県で担当しているラジオ番組。地元愛に溢れるトークの他、大喜利などにチャレンジしている。
これまでに尾関は中国放送で特番『ザ・ギースのさすまたの里』を担当しているが、広本にとっては個人としての初レギュラーラジオ出演となった。
ナイター中継が延長した際は再放送の枠で本放送が放送される。
番組の公式ハッシュタグは「#年の差ラジオ」。番組ノベルティは缶バッジ。

### 番組の特徴
番組内で広本の分からない言葉が出てくると「分からない」「知らない」という広本のSEが流れる。
番組の合間で流れる楽曲はハロー!プロジェクトの楽曲の他、野球選手が歌った曲など珍盤が多い。

## コーナー
フリーメッセージ
尾関、広本に対してのお便りを紹介している。
広本瑠璃大喜利強化プロジェクト
広本の大喜利力を鍛えるべく、様々なお題に対するリスナーの答えを募集している。
年の差カルタを作ろう
年の差ラジオや尾関、広本にまつわるカルタをあいうえお順で作成していく企画。
瑠璃のコーナー
広本が最新のトレンドや広島の情報を伝えるコーナー。
広本瑠璃の広島カープ大予言
来週の広島東洋カープの試合結果を予想するミニコーナーで2023年のプロ野球シーズンに放送していた。2024年には帰ってきた大予言という形でコーナーをおこなっている。

## 不定期コーナー
若者とおじさんのすべて
○○といえば?で思い浮かぶおじさん世代と若者世代の違いを募集するコーナー。件名は「すべて」を推奨している。
年の差都市伝説
年の差ラジオにまつわる都市伝説を紹介するコーナー。
こんな広本（尾関）は良い
広本、または尾関がやるといいと思う事を募集する大喜利的コーナー。件名は「広本」または「尾関」を推奨している。

## ゲスト
2023年
- 4月8日 - 斉藤円香（OCHA NORMA）[7]
- 6月3日、10日 - 高佐一慈（ザ・ギース）[8]

### 番組エピソード
- 広本の誕生日に際して、尾関と懇意の大林素子や野球選手からのメッセージを紹介した。